# (89) Julie
(89) Julie, internationalement (89) Julia, est un astéroïde de la ceinture principale découvert par Édouard Stephan le 6 août 1866.
Cet astéroïde serait nommé d'après sainte Julie de Corse.
En 2017, la première[réf. nécessaire] image résolue de (89) Julie a été prise par l’instrument SPHERE installé au Very Large Telescope (VLT) de l’observatoire de Paranal de l'observatoire européen austral (ESO) au Chili.

## Référence
1. 1 2  IRAS
2. ↑  L. Niesten, « Les petites planètes », Ciel et Terre, vol. 11,‎ 1891, p. 153-160 (Bibcode 1891C&T....11..153N, lire en ligne).
3. ↑  ESO, « L’instrument SPHERE révèle les petits mondes rocheux et glacés de notre système solaire. », décembre 2017

## Compléments